# Icelus ochotensis
Icelus ochotensis és una espècie de peix pertanyent a la família dels còtids. És un peix marí, demersal i de clima temperat que viu entre 10 i 210 m de fondària. Es troba al mar del Japó i el mar d'Okhotsk. És inofensiu per als humans.